# Enik (Musiker)
Enik (* 6. März 1980 in Dachau) ist der Künstlername des Münchner Multiinstrumentalisten und Sängers Dominik Schäfer.

## Leben
Die erste professionelle Veröffentlichung von Enik war 2003 die EP Without A Bark, die von dem Hamburger Musiklabel Wonder Records, wo auch Künstler wie Bohren & der Club of Gore, Christian Harder und The Modernist veröffentlichen, herausgebracht wurde.
2004 war er an dem Funkstörung-Album Disconnected beteiligt, bei dem er bei vier Songs am Songwriting mitwirkte und den Gesang übernahm; anschließend begleitete er die Rosenheimer auf ihrer Isolated World Tour.
2006 erschien (lizenziert von Wonder Records) auf Labels Germany, einem Sublabel von EMI, das Debütalbum The Seasons in Between, auf dem die verschiedensten Musikstile miteinander kombiniert werden. Im selben Jahr veröffentlichte Enik auf seiner Website die EP antenna.
2007 erschien das Album Chainsaw Buddha.
Im selben Jahr startete Eniks Jazz-Karriere mit der Band seines neuen Pianisten, dem Chris-Gall-Trio, mit dem er das Album Climbing Up produzierte.
2008 erschien Thomas Ds Soloalbum Kennzeichen D. Enik schrieb hier einige Songs und ist in den Songs Vergiftet im Schlaf (Nr. 10) und Symphonie der Zerstörung (Nr. 16) zu hören. Des Weiteren spielte er auf der im selben Jahr stattfindenden Tour von Thomas D im Vorprogramm.

## Stil
Die Zeitschrift Intro beschrieb die Musik des Debütalbums als den Versuch, Prince, Faith No More und Peter Gabriel miteinander zu verzahnen; laut.de zog Tom Waits, Giant Sand und David Bowie zum Vergleich heran, schränkte aber ein, dass so viele Stile in die Musik einflössen, dass eine Vergleichsliste zu lang werde.

## Diskografie

### Alben
- 2006: The Seasons in Between
- 2011: I Sold My Moon Boots to a Girl from Greece
- 2018: Five Years (OST)
- 2019: The Deepest Space Of Now

### EPs
- 2004: Without a Bark
- 2006: Antenna

## Filmmusik
- 2008: Der Tag an dem die Erde still stand (Credit Song) Regie: Scott Derrikson
- 2012: Wir wollten aufs Meer (Titelsong) Regie: Toke Constantin Hebbeln
- 2013: Fünf Jahre Leben (Soundtrack) Regie: Stefan Schaller